# Napuštanje nuklearne energije
Napuštanje nuklearne energije  je prekid korištenja nuklearne energije za proizvodnju energije. Napuštanje nuklearne energije obično uključuje zatvaranje nuklearnih elektrana i korištenje obnovljivih izvora energije, kao i drugih goriva.
Austrija je prva započela zatvaranje nuklearnih elektrana (1978.), a ubrzo nakon nje Švedska (1980.), Italija (1987.), Belgija (1999.) te Njemačka (2000.).
Austrija i Španjolska otišle su toliko daleko da donose zakone o zabrani gradnje novih nuklearnih elektrana. Nekoliko drugih zemalja u Europi raspravlja o napuštanju nuklearne energije.
Nakon nuklearne katastrofe u Fukushimi u ožujku 2011. Njemačka je trajno zatvorila 8 svojih reaktora i obećala da će do 2022. zatvoriti i ostale. Talijani su velikom većinom glasali da Italija također ostane zemlja bez nuklearne energije. Švicarska i Španjolska su zabranile gradnju novih nuklearnih reaktora. Japanski premjer naglasio je da se Japan treba prestati oslanjati na nuklearnu energiju. Tajvanski predsjednik učinio je isto. Meksiko je obustavio izgradnju 10 novih nuklearnih reaktora u korist razvoja postrojenja koja rade na prirodni plin. Belgija razmatra odluku o zatvaranju svojih nuklearnih elektrana možda već do 2015.
U studenom 2011. zemlje poput Australije, Austrije,  Njemačke, Grčke, Irske, Italije, Latvije, Lihtenštajna, Luksemburga, Malte, Portugal, Izraela, Malezije, Novog Zelanda i Norveške, i dalje se protivile nuklearnoj energiji.
Međutim,  većina ovih zemalja i dalje koristi i financijski podržava nuklearnu energiju i njezina istraživanja, uključujući EU koja financira ITER projekt.

## Ukratko
Popularni antinuklearni pokret stekao je snagu u zapadnom svijetu, na temelju zabrinutosti radi nekoliko nuklearnih nesreća i zbrinjavanja nuklearnog otpada. Kritičari koji se protive nuklearnoj energiji smatraju da je izrazito opasna, te da je to skup način zagrijavanja voda wvode za proizvodnju električne energije.
Ključnu ulogu u zaustavljanju nuklearnih postrojenja u mnogim zemljama imale su dvije nesreće, Three Mile Island nesreća u SAD-u 1979. i černobilska katastrofa 1986. godine. Glavni protivnici nuklearne energije su Prijatelji Zemlje, Greenpeace, Institut za energetiku i zaštitu okoliša, Istraživanja o nuklearnoj energiji i njezinim resursima te Sortir du nucléaire (Francuska).
Nekoliko zemalja, posebno europskih, napustile su korištenje nuklearne energije još 1987. Na referendumima u Austriji (1978.), Švedskoj (1980.) i Italiji (1987.) izglasano je ukidanje nuklearne energije, dok je oporba u Irskoj ukinula svoj tadašnji nuklearni program.
Zemlja koje nemaju nuklearne elektrane ili imaju ograničen broj novih nuklearnih postrojenja su: Australija, Austrija, Njemačka, Grčka, Italija, Irska i Norveška.
Poljska je zaustavila gradnju nuklearnih postrojenja. Iako se još uvijek oslanjaju uglavnom na nuklearnu energiju, Belgija, Njemačka,  Španjolska i Švedska odlučile su ne graditi nova nuklearna postrojenja i namjeravaju ukinuti nuklearnu energiju.
Parlamentarna odluka u Finskoj o dozvoli za izgradnju petine nuklearnih postrojenja je vrlo značajna jer je prva takva odluka u Zapadnoj Europi u više od 10 godina.
Zemlje koje namjeravaju zatvoriti nuklearne eleketrane moraju pronaći druge načine za proizvodnju električne energije ili će biti prisiljene postati ovisne o uvozu. Dakle, rasprava o ukidanju nuklearne energije zapravo je usko povezana s komercijalizacijom obnovljivih izvora energije. Alternativu nuklearnoj energiji čine hidroenergija, vjetroelektrane, solarna energija, biomasa i drugi obnovljivi izvori energije.
Na primjer, očekuje se da će trenutno izbacivanje nuklearne energije i prelaženje na druge oblike Njemačku stajati oko 340 milijarde dolara i više od 10 godina potrebnih ulaganja (što predstavlja više od 3% njemačkog BDP-a). Nažalost, u Njemačkoj se povećala emisija ugljičnog dioksida i cijena električne energije. Povećana potražnja za prirodnim plinom u Njemačkoj sve će više povećati ovisnost Njemačke o Rusiji. Stoga, izbacivanje nuklearne energije u Njemačkoj dovelo je do mnogo neželjenih posljedica. Isključivanje više nuklearnih postrojenja i poticajući Rusiju, Njemačka je nastavila koristiti svoje starije i opasnije reaktore.
Manjak električne energije nakon gašenja nuklearnih postrojenja, Njemačku prisiljava da se i dalje oslanja na susjedne zemlje, uključujući i uvoz električne energije iz francuskih nuklearnih postrojenja.

## Za i protiv napuštanja nuklearne energije

### Argumenti za napuštanje nuklearne energije

#### Okoliš
Antinuklearni državni političari kao argument često navode brigu za okoliš i prirodu. Ipak, glavni razlog je sigurnost prirode i okruženja ljudi. Nuklearne nesreće iz prošlosti izazavale su visoka radioaktivna onečišćenja. Najveća nuklearna nesreća u Černobilu izazvala je 43 smrtna slučaja, povrijedila mnoge ljude i velike količine zemljišta učinila neupotrebljivim sljedećih nekoliko stoljeća.  IAEA izvješće procjenjuje da će 4000 ljudi umrijeti od posljedica Černobilske katastrofe.
Različite udruge za zaštitu okoliša kritiziraju, s ekološkog aspekta, zračenje.  Oni kritiziraju cijeli ciklus koji nuklearno gorivo prolazi, od rudarstva, obogaćivanja i dugotrajnog skladištenja pa sve do same potrošnje goriva i odlaganja nuklearnog otpada. Udruge upozoravaju na radioaktivna onečišćenja,  zahtijevaju strogo pridržavanje mjera opreza i korištenje tehnologija za koje se može dokazati da nemaju značajan štetni utjecaj na živa bića i biosferu.
Nadalje, u prošlosti su se velike količine radioaktivnog otpada odlagale u oceane i mora. Danas se to zabranjeno.

#### Gospodarstvo
Neki znanstvenici su tvrdili, da je nuklearna energija ekonomski nepovoljana zbog velikih kapitalnih troškova u izgradnje nuklearnih elektrana. Veliki kapitalni troškovi pri gradnji nuklearnih elektrana i mogućnost kašnjenja predstavljaju rizik za investitore (kao i svaka druga investicija s visokim kapitalnim troškovima, npr. elektrane na ugljen i rafinerije nafte).  Kao alternativu, investitori mogu izabrati ulaganje u postrojenja na prirodni plin. Iako je cijena električne energije u tom slučaju veća, manji kapitalni troškovi ukazuju na manji rizik u investiranju.
Međutim, nestabilnost cijene prirodnog plina pokazala se kao veći rizik investitorima nego prije, a stvaranje nuklearnih elektrana i termoelektrana na ugljen atraktivnijima.

#### Sigurnost
Nuklearne elektrane su postale mete napada tokom vojnih sukoba u posljednja tri desetljeća. Neke elektrane su u više navrata napadnute tijekom vojnih zračnih udara:
- U rujnu 1980., Iran je bombardirao nuklearni kompleks Al Tuwaitha u Iraku.
- U lipnju 1981., izraelski zračni napad potpuno je uništio nuklearni istraživački objekt Osirak u Iraku.
- Između 1984. i 1987., Irak je bombardirao nuklearnu elektranu Bushehr u Iranu šest puta.
- 1991. Irak je pokrenuo Scud raketu na izraelsku nuklearnu elektranu Dimona.
- U rujnu 2007., Izrael je bombardirao Sirijsku nuklearnu elektranu koja je bila u procesu gradnje.[25]

#### Otpad
Problem dugoročne pohrane radioaktivnog opada iz nuklearnih elektrana nije riješen, ali postoji mogućnost pohranjivanja u geološka spremišta. Nuklearni otpad u zemljama koje imaju nuklearne elektrane je vrlo mali u odnosu na ukupan industrijski otpad. Ipak, opasan je i potrebno je zbrinuti se za njega.

### Argumenti protiv napuštanja nuklearne energije

#### Efekt staklenika i zaštita okoliša
Nedavno je obnovljen interes za nuklearnu energiju, ponajviše zbog smanjenja rezervi nafte i globalnog zatopljenja. Svakim danom potrošnja električne energije raste, a nuklearna energija ne razvija problem efekta staklenika u odnosu na ugljen koji se većinom koristi. Nekoliko organizacija za zaštitu okoliša ipak zagovara nuklearnu energiju.
Na primjer, Njemačka se u svojoj fazi napuštanja nuklearne enrgije okrenula obnovljivim izvorima energije te na taj način želi povećati učikovitost elektrana na fosilna goriva kako bi smanjili ovisnost o ugljenu. Cilj im je do 2020. smanjiti emisiju ugljičnog dioksida za 40% u odnosu 1990. godinu. Njemačka je postala jedan od lidera u nastojanjima da ispuni Kyoto protokol.
Nuklearne elektrane pri normalnom radu ne stvaraju efekt staklenika niti pepeo, međutim, rudarstvo i prerada urana uključije emisiju štetnih plinova. Emisije koje tokom pritom proizlaze se mogu usporediti s energijom vjetra .  Kako god, pitanje rasprave je da efekt staklenika iz rudarskog dijela procesa, mljevenja i obogaćivanja može biti znatno veći problem u budućnosti, kao i osiromašene svjetske rezerve urana s visokom ocjenom, i one s niskom koje se sve više koriste. Ovakavo gledište ne podržavaju nuklearni energetičari.
Sve nuklearne elektrane, i one koje pomoću fosilnih goriva podižu temperaturu vode koja se koristi kad se ohladi, mogu predstavlajati opasnost za čitav vodeni svijet u određenim eko sustavima. To uključuje i izumiranje nekih vrsta riba kao posljedica hidroenergije i drugih ljudskih aktivnosti. Ovakve poteškoće uvelike se mogu smanjiti pomoću rashladnih tornjeva koji se postavljaju na mjesta gdje se procjenjuje da je pretjerano zagrijavanje neprihvatljivo. Također, elektrane se mogu pozicionirati blizu oceana ili na nekim mjestima gdje se zagrijana voda može raspršiti kroz velike količine hladne vode. Ovakvim kombinacijama povećava se potencijal za smanjenjem gubitka topline tokom procesa i povećanjem učikovistosti svih vrsta elektrana gdje se para koristi u generaciji. Svi ostali otpadni produkti nuklearnih postrojenja mogu biti pohranjeni. To se razlikuje od drugih izvora energije gdje je zagađenje puštano direktno u okoliš, kao što su ugljen i nafta. Bez nuklearnih elektrana SAD će proizvoditi gotovo 700 milijuna metričkih tona ugljikovog dioksida godišenje. To je gotovo jednako količini koja se trenutno poizvede u SAD-u korištenjem automobila.
Nuklearni otpad s vremenom postaje manje radioaktivan. Nakon 50 godina 99.1% zračenja nestaje.  To je velika prednost za razliku od arsena i drugih kemikalija koje se koriste i koje će zauvijek biti postojane u oklišu. Unatoč tome što je najkontroverznije, nuklearni energetičari tvrde da je podzemno rješenje za trajno zbrinavanje otpada u potpunosti ispitano. Pozivaju se na mjesta gdje je otpad pohranjen 2 milijuna godina s minimalonim kontaminacijama okolnog eko sustava. Nadalje, količina nuklearnog otpada u industrijskim zemljama je ima veoma mali volumen, a manje od 1% po jedinici volumena se smatra otrovnim. 96% nuklearnog otpada se može reciklirati i ponovo upotrijebiti, a ostali rizici se smatraju prihvatljivim.
Prema antinukelarnim aktivistima, curenja radioaktivnih tvari dovode u pitanje sigurnost svih koji su na bilo koji način povezani s bilo kojom nuklearnom elektranom. Kako bi se suzbila zabrinutost da nuklearne elektrane zračenjem dovode do opasnosti, svi operateri nuklearnih elektrana su dužni mjeriti zračenja kako u stanicama tako i na određenoj udaljenosti oko njih. Također su obavezni izvještavati za sve čestice i svako zračenje koje imaju. Svi ti podaci moraju biti uvjereni i prihvaćeni. Ovakva je praksa više-manje u svim zemljama koje su članice IAEA-a. U slučaju da postoji opasnost za okolinu, to mora biti prijavljeni i intervenirano. Ipak, uglavnom se takvi slučajevi ne događaju. Osim toga, svi operateri su dužni javno objaviti sve popise mjerenja i same rezultate. 
Pojedinci koji žive u blizini nuklearnih elektrana su u opasnosti otprilike 1% od zračenja, što se smatra prihvatljivim. INES evidentirani slučajevi u zadnjih 6 mjeseci se mogu vidjeti ovdje.

## Preporučena literatura
- William D. Nordhaus, The Swedish Nuclear Dilemma – Energy and the Environment. 1997. Hardcover, ISBN 0-915707-84-5.
- Bernard Leonard Cohen, The Nuclear Energy Option: An Alternative for the 90's. 1990. Hardcover. ISBN 0-306-43567-5. Bernard Cohen's homepage contains the full text of the book.
- La France Nucleaire Nuclear France: Materials and Sites (online book in English and French)